# Aeropuerto de Fuerteventura
El Aeropuerto Internacional de Fuerteventura (IATA: FUE; OACI: GCFV) es un aeropuerto español de Aena y es la principal vía de entrada y salida de Fuerteventura para el turismo y un gran motor de la economía isleña. Se encuentra a 5 km (kilómetros) del Puerto del Rosario, capital de la isla.
A lo largo de 2024 pasaron por sus instalaciones, según Aena Aeropuertos, 6 445 965 pasajeros. En cuanto a operaciones, ese año en el aeropuerto se realizaron 52 032, con un tráfico de transportes de 348 toneladas de mercancía.

## Historia

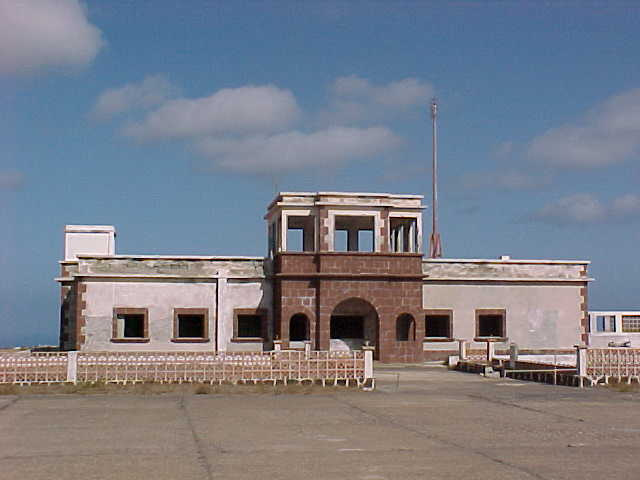
Terminal del Aeropuerto de Los Estancos

En 1940 se iniciaron las obras de un aeródromo militar en Tefía, que se abriría al tráfico comercial en el año 1950. La distancia de Puerto del Rosario y el aumento de los vuelos comerciales, hicieron que las autoridades buscasen emplazamiento para un nuevo aeropuerto. En 1952 se cerraron las instalaciones (que pasó a ser un cuartel de la Legión y luego la Colonia Agrícola Penitenciaria de Tefía) y comenzaron a usarse las instalaciones de Los Estancos, a 5 km (kilómetros) de la capital de Fuerteventura.
El crecimiento de la población de la isla y la localización de las instalaciones, llevan a la búsqueda de un nuevo emplazamiento para el aeropuerto insular que finalmente se sitúa en El Matorral, que sería inaugurado en 1969. Un Fokker F27 haciendo el trayecto de Gran Canaria (LPA) a Fuerteventura (FUE) y con destino a Lanzarote (ACE) fue el primer avión que tomó tierra en las nuevas instalaciones aeroportuarias de la isla majorera.
En 1973 comenzaron los vuelos internacionales desde Fuerteventura, vuelos que irían incrementándose año tras año, hasta que en 1992 se hizo necesaria una total modernización de las instalaciones. Hacia 1994 se comenzaron las obras de ampliación que incluían una nueva terminal de pasajeros, la ampliación de la plataforma de aeronaves, una central eléctrica y la nueva carretera de acceso. Hacia el año 2001, la antigua terminal del Aeropuerto de Fuerteventura, hoy derribada, se hizo tristemente famosa por convertirse en un centro para inmigrantes. El estado de las instalaciones, los medios para vigilarlas, la masificación, la incomunicación con el exterior y las condiciones de salubridad en que se encontraban las personas allí confinadas y sus vigilantes, provocaron las protestas de los más diversos colectivos. Human Rights Watch llegó a decir que las nefastas condiciones de detención habían adquirido proporciones de emergencia.
La actual terminal de pasajeros cuenta con 66 mostradores de facturación numerados del 1 al 66 (dos de ellos, dedicados a equipajes especiales: tablas de windsurf, coches para bebés, jaulas para animales) y 24 puertas de embarque, todas ellas con instalaciones para el control de pasaportes. La terminal cuenta con 12 pasarela de acceso a aeronaves (o fingers), uno por cada dos puertas. En la zona de llegadas hay instaladas 14 cintas de entrega de equipajes, dedicándose la número 14 y 1 a los equipajes especiales. Según la web oficial de Aasa, las instalaciones en funcionamiento son capaces de atender a unos ocho millones de pasajeros (llegadas/salidas) al año. Actualmente se está finalizando el plan director que contemplaba la ampliación de gran parte de las instalaciones aeroportuarias. Entre estas ampliaciones se encuentran ya realizadas la de la pista, la instalación de una depuradora de agua y una nueva terminal de carga al igual que la nueva terminal de pasajeros y la nueva torre de control. Quedan pendientes de inaugurar las puertas de embarque 1 a 6 y la zona comercial, en la terminal de salidas al igual que la sala vip.

## Aerolíneas y destinos
A continuación, se muestran todas las rutas de que dispone el aeropuerto de Fuerteventura y las aerolíneas que las operan:

### Destinos nacionales
| Ciudades               | Nombre del aeropuerto                            | Aerolíneas                                          | Aeronaves             | Frecuencias semanales |
| España                 | España                                           | España                                              | España                | España                |
| ---------------------- | ------------------------------------------------ | --------------------------------------------------- | --------------------- | --------------------- |
| Barcelona              | Aeropuerto Josep Tarradellas Barcelona-El Prat   | Ryanair Vueling                                     | B737 A320             |                       |
| Bilbao                 | Aeropuerto de Bilbao                             | Vueling                                             | A320                  |                       |
| Gran Canaria           | Aeropuerto de Gran Canaria                       | Binter Canarias Canaryfly                           | ATR 72-600 ATR 72-500 |                       |
| La Palma               | Aeropuerto de La Palma                           | Binter Canarias                                     | ATR 72-600            |                       |
| Madrid                 | Aeropuerto Adolfo Suárez Madrid-Barajas          | Iberia Express Ryanair                              | A321 B737             |                       |
| Málaga                 | Aeropuerto de Málaga-Costa del Sol               | Vueling                                             | A320                  |                       |
| Oviedo                 | Aeropuerto de Asturias                           | Volotea                                             | A319                  |                       |
| Santiago de Compostela | Aeropuerto de Santiago-Rosalía de Castro         | Ryanair (finaliza el 24 de octubre de 2025) Vueling | B737 A320             |                       |
| Sevilla                | Aeropuerto de Sevilla                            | Ryanair Vueling                                     | B737 A320             |                       |
| Tenerife               | Aeropuerto de Tenerife Norte-Ciudad de La Laguna | Binter Canarias Canaryfly                           | ATR 72-600 ATR 72-500 |                       |

### Destinos internacionales
| Ciudades por países                   | Nombre del aeropuerto                             | Aerolíneas                                                  | Aeronaves      | Frecuencias semanales |
| Europa                                | Europa                                            | Europa                                                      | Europa         | Europa                |
| ------------------------------------- | ------------------------------------------------- | ----------------------------------------------------------- | -------------- | --------------------- |
| Alemania                              |                                                   |                                                             |                |                       |
| Berlín                                | Aeropuerto de Berlín-Brandeburgo Willy Brandt     | easyJet Europe Eurowings Ryanair Sundair                    | A320 B737 A320 |                       |
| Bremen                                | Aeropuerto de Bremen                              | Sundair                                                     | A319           |                       |
| Colonia                               | Aeropuerto de Colonia/Bonn                        | Corendon Airlines Europe Eurowings Marabu Ryanair           | B737 A320 B737 |                       |
| Dresde                                | Aeropuerto de Dresde-Klotzsche                    | Sundair (Estacional)                                        | A320           |                       |
| Düsseldorf                            | Aeropuerto Internacional de Düsseldorf            | Condor Corendon Airlines Europe Eurowings TUIfly            | B737 A320 B737 |                       |
| Fráncfort del Meno                    | Aeropuerto de Fráncfort del Meno                  | Condor Discover Airlines TUIfly                             | A321 A320 B737 |                       |
| Hamburgo                              | Aeropuerto de Hamburgo                            | Condor Eurowings Marabu                                     | A320           |                       |
| Hannover                              | Aeropuerto de Hannover                            | Corendon Airlines Europe TUIfly                             | B737           |                       |
| Karlsruhe                             | Aeropuerto de Karlsruhe/Baden-Baden               | Enter Air                                                   | B737           |                       |
| Kassel                                | Aeropuerto de Kassel-Calden                       | Sundair (Estacional)                                        | A319           |                       |
| Leipzig                               | Aeropuerto de Leipzig/Halle                       | Condor                                                      | A320           |                       |
| Múnich                                | Aeropuerto de Múnich-Franz Josef Strauss          | Condor Discover Airlines TUIfly                             | A321 A320 B737 |                       |
| Münster                               | Aeropuerto Internacional de Münster/Osnabrück     | Eurowings                                                   | A320           |                       |
| Núremberg                             | Aeropuerto de Núremberg-Albrecht Dürer            | Marabu Corendon Airlines Europe                             | A320 B737      |                       |
| Paderborn                             | Aeropuerto de Paderborn-Lippstadt                 | Freebird Airlines                                           | B737           |                       |
| Saarbrücken                           | Aeropuerto de Saarbrücken                         | SmartLynx                                                   | B737           |                       |
| Stuttgart                             | Aeropuerto de Stuttgart                           | Eurowings Condor Marabu TUIfly                              | A320 B737      |                       |
| Weeze                                 | Aeropuerto de Baja Renania                        | Ryanair                                                     | B737           |                       |
| Austria                               |                                                   |                                                             |                |                       |
| Viena                                 | Aeropuerto de Viena-Schwechat                     | Austrian Airlines (Estacional) Ryanair                      | A320 B737      |                       |
| Bélgica                               |                                                   |                                                             |                |                       |
| Bruselas                              | Aeropuerto de Bruselas-National                   | TUI fly Belgium Brussels Airlines                           | B737 A320      |                       |
| Charleroi                             | Aeropuerto de Charleroi-Bruselas Sur              | Ryanair                                                     | B737           |                       |
| Dinamarca                             |                                                   |                                                             |                |                       |
| Aalborg                               | Aeropuerto de Aalborg                             | Jettime (Estacional)                                        | B737           |                       |
| Billund                               | Aeropuerto de Billund                             | Atlantic Airways (Estacional) Jettime (Estacional)          | A320 B737      |                       |
| Copenhague                            | Aeropuerto de Copenhague-Kastrup                  | Jettime (Estacional) SAS (inicia el 1 de noviembre de 2025) | B737 A320      |                       |
| Finlandia                             |                                                   |                                                             |                |                       |
| Helsinki                              | Aeropuerto de Helsinki-Vantaa                     | Finnair (Estacional)                                        | A321           |                       |
| Francia                               |                                                   |                                                             |                |                       |
| Burdeos                               | Aeropuerto de Burdeos-Mérignac                    | Volotea (Estacional)                                        | A320           |                       |
| Lille                                 | Aeropuerto de Lille-Lesquin                       | Enter Air (Estacional) Volotea (Estacional)                 | B737 A320      |                       |
| Lyon                                  | Aeropuerto de Lyon-Saint Exupéry                  | Volotea (Estacional)                                        | A320           |                       |
| Nantes                                | Aeropuerto de Nantes-Atlantique                   | Volotea                                                     | A320           |                       |
| París                                 |                                                   |                                                             |                |                       |
| Aeropuerto de París-Charles de Gaulle | easyJet Europe Enter Air (Estacional)             | A320 B737                                                   |                |                       |
| Aeropuerto de París-Orly              | Transavia France Vueling                          | B737 A321                                                   |                |                       |
| Hungría                               |                                                   |                                                             |                |                       |
| Budapest                              | Aeropuerto Internacional de Budapest-Ferenc Liszt | Smartwings                                                  | B737           |                       |
| Irlanda                               |                                                   |                                                             |                |                       |
| Cork                                  | Aeropuerto de Cork                                | Ryanair                                                     | B737           |                       |
| Dublín                                | Aeropuerto de Dublín                              | Aer Lingus (Estacional) Ryanair                             | A320 B737      |                       |
| Shannon                               | Aeropuerto de Shannon                             | Ryanair                                                     | B737           |                       |
| Irlanda del Norte                     |                                                   |                                                             |                |                       |
| Belfast                               | Aeropuerto Internacional de Belfast               | Easyjet Jet2.com                                            | A320 B737      |                       |
| Islandia                              |                                                   |                                                             |                |                       |
| Reikiavik                             | Aeropuerto Internacional de Keflavík              | Play (Estacional)                                           | A320           |                       |
| Italia                                |                                                   |                                                             |                |                       |
| Bérgamo                               | Aeropuerto de Bérgamo-Orio al Serio               | Ryanair                                                     | B737           |                       |
| Bolonia                               | Aeropuerto Guglielmo Marconi de Bolonia           | Neos Ryanair                                                | B737           |                       |
| Milán                                 | Aeropuerto de Milán-Malpensa                      | easyJet Europe Neos Ryanair                                 | A321 B737      |                       |
| Nápoles                               | Aeropuerto de Nápoles-Capodichino                 | easyJet Europe                                              | A320           |                       |
| Pisa                                  | Aeropuerto Internacional Galileo Galilei          | Ryanair                                                     | B737           |                       |
| Roma                                  | Aeropuerto de Roma-Fiumicino                      | Neos Ryanair                                                | B737           |                       |
| Verona                                | Aeropuerto de Verona-Villafranca                  | Neos                                                        | B737           |                       |
| Luxemburgo                            |                                                   |                                                             |                |                       |
| Luxemburgo                            | Aeropuerto de Luxemburgo Findel                   | Luxair                                                      | B737           |                       |
| Noruega                               |                                                   |                                                             |                |                       |
| Oslo                                  | Aeropuerto de Oslo-Gardermoen                     | SAS (Estacional)                                            | A320           |                       |
| Países Bajos                          |                                                   |                                                             |                |                       |
| Ámsterdam                             | Aeropuerto de Ámsterdam-Schiphol                  | easyJet Europe Transavia TUI Airlines Nederland             | A320 B737      |                       |
| Eindhoven                             | Aeropuerto de Eindhoven                           | TUI Airlines Nederland (Estacional)                         | B737           |                       |
| Róterdam                              | Aeropuerto de Róterdam-La Haya                    | TUI Airlines Nederland                                      | B737           |                       |
| Polonia                               |                                                   |                                                             |                |                       |
| Breslavia                             | Aeropuerto de Breslavia-Copérnico                 | Enter Air (Estacional)                                      | B737           |                       |
| Cracovia                              | Aeropuerto Internacional Juan Pablo II            | Ryanair                                                     | B737           |                       |
| Gdańsk                                | Aeropuerto de Gdańsk-Lech Wałęsa                  | Enter Air (Estacional)                                      | B737           |                       |
| Katowice                              | Aeropuerto de Katowice                            | Enter Air Wizz Air                                          | B737 A321      |                       |
| Poznan                                | Aeropuerto de Poznan-Ławica                       | Enter Air                                                   | B737           |                       |
| Varsovia                              | Aeropuerto de Varsovia-Chopin                     | Enter Air (Estacional) Wizz Air                             | B737 A321      |                       |
| Portugal                              |                                                   |                                                             |                |                       |
| Funchal                               | Aeropuerto de Madeira                             | Binter Canarias                                             | ATR 72-600     |                       |
| Oporto                                | Aeropuerto de Oporto-Francisco Sá Carneiro        | Enter Air (Estacional)                                      | B737           |                       |
| Reino Unido                           |                                                   |                                                             |                |                       |
| Birmingham                            | Aeropuerto de Birmingham                          | EasyJet Jet2.com Ryanair TUI Airways                        | A320 B737      |                       |
| Bournemouth                           | Aeropuerto de Bournemouth                         | Jet2.com Ryanair                                            | B737           |                       |
| Brístol                               | Aeropuerto de Brístol                             | EasyJet Jet2.com Ryanair TUI Airways                        | A320 B737      |                       |
| Cardiff                               | Aeropuerto de Cardiff                             | TUI Airways (Inicia 20 de diciembre de 2025)                | B737           |                       |
| Edimburgo                             | Aeropuerto de Edimburgo                           | EasyJet Jet2.com Ryanair                                    | A320 B737      |                       |
| Glasgow                               | Aeropuerto Internacional de Glasgow               | Easyjet Jet2.com                                            | A320 B737      |                       |
| Leeds                                 | Aeropuerto de Leeds-Bradford                      | Jet2.com Ryanair                                            | B737           |                       |
| Liverpool                             | Aeropuerto de Liverpool-John Lennon               | Easyjet (Inicia 19 de febrero 2026) Jet2.com Ryanair        | A320 B737      |                       |
| Londres                               |                                                   |                                                             |                |                       |
| Aeropuerto de Londres-Gatwick         | British Airways Easyjet TUI Airways               | A320 A321 B737                                              |                |                       |
| Aeropuerto de Londres-Luton           | Easyjet Jet2.com Ryanair                          | A320 B737                                                   |                |                       |
| Aeropuerto de Londres-Stansted        | Jet2.com Ryanair                                  | B737                                                        |                |                       |
| Mánchester                            | Aeropuerto de Mánchester                          | Easyjet Jet2.com Ryanair TUI Airways                        | A320 A321 B737 |                       |
| Newcastle                             | Aeropuerto Internacional de Newcastle             | Jet2.com Ryanair                                            | B737           |                       |
| Nottingham                            | Aeropuerto de East Midlands                       | Jet2.com Ryanair                                            | B737           |                       |
| República Checa                       |                                                   |                                                             |                |                       |
| Brno                                  | Aeropuerto de Brno–Tuřany                         | Smartwings (Estacional)                                     |                |                       |
| Ostrava                               | Aeropuerto de Ostrava-Leoš Janáček                | Smartwings                                                  |                |                       |
| Praga                                 | Aeropuerto de Praga-Václav Havel                  | Eurowings (Inicia 29 de octubre de 2025) Smartwings         | A320           |                       |
| Suecia                                |                                                   |                                                             |                |                       |
| Estocolmo                             | Aeropuerto de Estocolmo-Arlanda                   | SAS (Estacional)                                            | A320           |                       |
| Gotemburgo                            | Aeropuerto de Gotemburgo-Landvetter               | SAS (Estacional)                                            | A320           |                       |
| Suiza                                 |                                                   |                                                             |                |                       |
| Ginebra                               | Aeropuerto de Ginebra                             | EasyJet Switzerland (Inicia 1 de noviembre 2025)            | A320           |                       |
| Zúrich                                | Aeropuerto de Zúrich                              | Edelweiss Air                                               | A320           |                       |
| Suiza Francia Alemania                |                                                   |                                                             |                |                       |
| Basilea/Mulhouse/Friburgo             | Aeropuerto de Basilea-Mulhouse-Friburgo           | EasyJet Switzerland Enter Air (Estacional)                  | A320 B737      |                       |

## Compañías de alquiler de coches[3]
En el Aeropuerto de Fuerteventura operan varias compañías de alquiler de coches autorizadas por AENA: AutoReisen, TopCar, Cicar, Hertz, Avis, Goldcar, Europcar, AVIS, Payless y Sixt. Todas estas compañías se encuentran en el vestíbulo de llegadas de vuelos. Existen otras empresas de alquiler de vehículos que operan fuera del aeropuerto, pero no están autorizadas por AENA.
* Actualizado a junio de 2024.